# Puchar Ameryki Północnej w snowboardzie 2021/2022
Puchar Ameryki Północnej w snowboardzie w sezonie 2021/2022 to kolejna edycja tej imprezy. Cykl ten rozpoczął się 12 stycznia 2022 roku w kanadyjskim ośrodku narciarskim Sunshine Village zawodami w snowcrossie. Sezon został zwieńczony 26 marca 2022 roku w amerykańskim ośrodku narciarskim Copper Mountain Resort również zawodami snowcrossu.

## Konkurencje
- PSL - slalom równoległy
- PGS - gigant równoległy
- SX - snowcross
- SS - slopestyle
- HP - halfpipe
- BA - big air

## Kalendarz i wyniki Ameryki Północnej

### Mężczyźni
| Lp. | Data             | Miejscowość                            | Konkurencja | 1. miejsce          | 2. miejsce                | 3. miejsce                |
| --- | ---------------- | -------------------------------------- | ----------- | ------------------- | ------------------------- | ------------------------- |
| 1.  | 12 stycznia 2022 | Sunshine Village                       | SX          | Tristan Bell        | Connor Schlegel           | Theodore McLemore         |
| 2.  | 13 stycznia 2022 | Sunshine Village                       | SX          | Tristan Bell        | Connor Schlegel           | Benjamin Smith            |
| 3.  | 20 stycznia 2022 | Sun Peaks                              | SS          | Lane Weaver         | Truth Smith               | Neko Reimer               |
| 4.  | 21 stycznia 2022 | Sun Peaks                              | SS          | Jaxson Moon         | Truth Smith               | Keenan Demchuk            |
| 5.  | 21 stycznia 2022 | Giants Ridge                           | PGS         | Ryan Rosencranz     | Émile Gaudet              | William Taylor            |
| 6.  | 22 stycznia 2022 | Giants Ridge                           | PSL         | Dylan Udolf         | Ryan Rosencranz           | William Taylor            |
| 7.  | 25 stycznia 2022 | Mammoth Mountain Ski Resort            | SS          | Rikuto Watanabe     | Francis Jobin             | Lucas Ferry               |
| 8.  | 26 stycznia 2022 | Mammoth Mountain Ski Resort            | SS          | Finn Finestone      | Rikuto Watanabe           | Jack Coyne                |
| 9.  | 28 stycznia 2022 | Mammoth Mountain Ski Resort            | HP          | Joshua Bowman       | Jason Wolle               | Koyata Kikuchihara        |
| 10. | 2 lutego 2022    | Calgary                                | HP          | Kade Martin         | Noah Avallone             | Augustinho Teixeira       |
|     | 3 lutego 2022    | Calgary                                | SS          | Odwołano            | Odwołano                  | Odwołano                  |
| 11. | 4 lutego 2022    | Calgary                                | BA          | Tyson Lewis         | Louis Ethier              | Hayden Tyler              |
| 12. | 3 lutego 2022    | Steamboat Ski and Resort/Howelsen Hill | PGS         | Dylan Udolf         | Émile Gaudet              | Steven MacCutcheon        |
| 13. | 4 lutego 2022    | Steamboat Ski and Resort/Howelsen Hill | PSL         | Dylan Udolf         | Justin Carpentier         | Émile Gaudet              |
| 14. | 6 lutego 2022    | Gore Mountain                          | SX          | Tristan Bell        | Colby Graham              | Noah Royz                 |
| 15. | 7 lutego 2022    | Gore Mountain                          | SX          | Colby Graham        | Benjamin Smith            | Evan Bichon               |
| 16. | 9 lutego 2022    | Mont-Tremblant                         | PGS         | Ben Heldman         | Dylan Udolf               | Émile Gaudet              |
| 17. | 10 lutego 2022   | Mont-Tremblant                         | PGS         | Michael Nazwaski    | Richard Riley Kilmer-Choi | Dylan Udolf               |
| 18. | 13 lutego 2022   | Aspen/Buttermilk                       | SS          | Fynn Bullock-Womble | Jack Coyne                | Evan Wrobel               |
| 19. | 14 lutego 2022   | Aspen/Buttermilk                       | HP          | Jason Wolle         | Alessandro Barbieri       | Jack Coyne                |
| 20. | 15 lutego 2022   | Aspen/Buttermilk                       | BA          | Lee Dong-heon       | Max Williams              | Jack Coyne                |
| 21. | 14 lutego 2022   | Blue Mountain                          | PGS         | Arnaud Gaudet       | Sebastien Beaulieu        | Michael Nazwaski          |
| 22. | 15 lutego 2022   | Blue Mountain                          | PSL         | Arnaud Gaudet       | Michael Nazwaski          | Jamie Behan               |
| 23. | 17 lutego 2022   | Big White Ski Resort                   | SX          | Evan Bichon         | Connor Schlegel           | Theodore McLemore         |
| 24. | 18 lutego 2022   | Big White Ski Resort                   | SX          | Connor Schlegel     | Tyler Hamel               | Colby Graham              |
| 25. | 23 lutego 2022   | Alpine Ski Club                        | PSL         | Cody Winters        | Arnaud Gaudet             | Jules Lefebvre            |
| 26. | 24 lutego 2022   | Alpine Ski Club                        | PSL         | Cody Winters        | Arnaud Gaudet             | Jules Lefebvre            |
| 27. | 27 lutego 2022   | Copper Mountain Resort                 | HP          | Ryan Wachendorfer   | Joshua Bowman             | Joey Okesson              |
| 28. | 28 lutego 2022   | Copper Mountain Resort                 | HP          | Ryan Wachendorfer   | Joey Okesson              | Chase Blackwell           |
| 29. | 28 lutego 2022   | Holiday Valley Resort                  | PGS         | Arnaud Gaudet       | Cody Winters              | Richard Riley Kilmer-Choi |
| 30. | 1 marca 2022     | Holiday Valley Resort                  | PGS         | Arnaud Gaudet       | Jules Lefebvre            | Dylan Udolf               |
| 31. | 11 marca 2022    | Beaver Valley                          | SX          | Colby Graham        | Danny Bourgeois           | Tyler Hamel               |
| 32. | 12 marca 2022    | Beaver Valley                          | SX          | Tyler Hamel         | Tristan Bell              | Colby Graham              |
| 33. | 18 marca 2022    | Mont Orignal                           | SX          | Tyler Hamel         | Colby Graham              | William Scott             |
| 34. | 18 marca 2022    | Beaver Valley                          | SS          | Eli Bouchard        | Coltan Eckert             | Grey Katko                |
| 35. | 19 marca 2022    | Beaver Valley                          | SS          | Grey Katko          | Brooklyn Depriest         | Louis Ethier              |
| 36. | 20 marca 2022    | Beaver Valley                          | BA          | Grey Katko          | Jack Coyne                | Tosh Krauskopf            |
| 37. | 22 marca 2022    | Stoneham                               | SS          | Fynn Bullock-Womble | William Buffey            | Oliver Martin             |
| 38. | 23 marca 2022    | Stoneham                               | HP          | Kade Martin         | Jason Wolle               | Oliver Martin             |
| 39. | 24 marca 2022    | Stoneham                               | BA          | Fynn Bullock-Womble | Eli Bouchard              | Mathis Lamoureux          |
| 40. | 25 marca 2022    | Copper Mountain Resort                 | SX          | Cody Winters        | Tyler Hamel               | Harry Hart                |
| 41. | 26 marca 2022    | Copper Mountain Resort                 | SX          | Cody Winters        | Tyler Hamel               | Arnaud Gaudet             |

### Klasyfikacje
| Lp. | Zawodnik                  | Punkty |
| --- | ------------------------- | ------ |
| 1.  | Arnaud Gaudet             | 560    |
| 2.  | Dylan Udolf               | 500    |
| 3.  | Michael Nazwaski          | 375    |
| 4.  | Émile Gaudet              | 375    |
| 5.  | Jules Lefebvre            | 319    |
| 6.  | Ben Heldman               | 316    |
| 7.  | Cody Winters              | 309    |
| 8.  | Justin Carpentier         | 282    |
| 9.  | Richard Riley Kilmer-Choi | 267    |
| 10. | Jamie Behan               | 263    |

| Lp. | Zawodnik          | Punkty |
| --- | ----------------- | ------ |
| 1.  | Tyler Hamel       | 500    |
| 2.  | Colby Graham      | 480    |
| 3.  | Tristan Bell      | 457    |
| 4.  | Connor Schlegel   | 440    |
| 5.  | Benjamin Smith    | 292    |
| 6.  | William Scott     | 228    |
| 7.  | Evan Bichon       | 225    |
| 8.  | Nathan Pare       | 225    |
| 9.  | Theodore McLemore | 223    |
| 10. | Logan Hill        | 214    |

| Lp. | Zawodnik            | Punkty |
| --- | ------------------- | ------ |
| 1.  | Jason Wolle         | 260    |
| 2.  | Kade Martin         | 232    |
| 3.  | Ryan Wachendorfer   | 200    |
| 4.  | Joshua Bowman       | 180    |
| 5.  | Noah Avallone       | 161    |
| 6.  | Oliver Martin       | 145    |
| 7.  | Joey Okesson        | 140    |
| 8.  | Alessandro Barbieri | 126    |
| 9.  | Augustinho Teixeira | 123    |
| 10. | Connor Cavanagh     | 111    |

| Lp. | Zawodnik            | Punkty |
| --- | ------------------- | ------ |
| 1.  | Fynn Bullock-Womble | 367    |
| 2.  | Grey Katko          | 312    |
| 3.  | Eli Bouchard        | 299    |
| 4.  | Jack Coyne          | 294    |
| 5.  | Jaxson Moon         | 250    |
| 6.  | Louis Ethier        | 236    |
| 7.  | Brooklyn Depriest   | 228    |
| 8.  | Evan Wrobel         | 204    |
| 9.  | Rikuto Watanabe     | 180    |
| 10. | Tosh Krauskopf      | 178    |

### Kobiety
| Lp. | Data             | Miejscowość                            | Konkurencja | 1. miejsce           | 2. miejsce           | 3. miejsce           |
| --- | ---------------- | -------------------------------------- | ----------- | -------------------- | -------------------- | -------------------- |
| 1.  | 12 stycznia 2022 | Sunshine Village                       | SX          | Acy Craig            | Kennedy Justinen     | Brianna Schnorrbusch |
| 2.  | 13 stycznia 2022 | Sunshine Village                       | SX          | Brenna O’Brien       | Brianna Schnorrbusch | Kerri Lynch          |
| 3.  | 20 stycznia 2022 | Sun Peaks                              | SS          | Danielle Weiler      | Isabella Gomez       | Emeraude Maheux      |
| 4.  | 21 stycznia 2022 | Sun Peaks                              | SS          | Danielle Weiler      | Kaitlyn Adams        | Emeraude Maheux      |
| 5.  | 21 stycznia 2022 | Giants Ridge                           | PGS         | Iris Pflum           | Alexa Bullis         | Lily Janousek        |
| 6.  | 22 stycznia 2022 | Giants Ridge                           | PSL         | Alexa Bullis         | Iris Pflum           | Lily Janousek        |
| 7.  | 25 stycznia 2022 | Mammoth Mountain Ski Resort            | SS          | Jade Thurgood        | Kaitlyn Adams        | Ty Schnorrbusch      |
| 8.  | 26 stycznia 2022 | Mammoth Mountain Ski Resort            | SS          | Kaitlyn Adams        | Ty Schnorrbusch      | Jade Thurgood        |
| 9.  | 28 stycznia 2022 | Mammoth Mountain Ski Resort            | HP          | Choi Ga-on           | Kaili Shafer         | Bea Kim              |
| 10. | 2 lutego 2022    | Calgary                                | HP          | Sascha Elvy          | Felicity Geremia     | Lily-Ann Ulmer       |
|     | 3 lutego 2022    | Calgary                                | SS          | Odwołano             | Odwołano             | Odwołano             |
| 11. | 4 lutego 2022    | Calgary                                | BA          | Emeraude Maheux      | Danielle Weiler      | Kaitlyn Adams        |
| 12. | 3 lutego 2022    | Steamboat Ski and Resort/Howelsen Hill | PGS         | Iris Pflum           | Maggie Rose Carrigan | Alexa Bullis         |
| 13. | 4 lutego 2022    | Steamboat Ski and Resort/Howelsen Hill | PSL         | Iris Pflum           | Alexa Bullis         | Grace Domino         |
| 14. | 6 lutego 2022    | Gore Mountain                          | SX          | Acy Craig            | Kennedy Justinen     | Danielle Steinhoff   |
| 15. | 7 lutego 2022    | Gore Mountain                          | SX          | Acy Craig            | Kennedy Justinen     | Arianne Gallant      |
| 16. | 9 lutego 2022    | Mont-Tremblant                         | PGS         | Iris Pflum           | Alexa Bullis         | Kaiya Kizuka         |
| 17. | 10 lutego 2022   | Mont-Tremblant                         | PGS         | Iris Pflum           | Abby Van Groningen   | Alexa Bullis         |
| 18. | 13 lutego 2022   | Aspen/Buttermilk                       | SS          | Ty Schnorrbusch      | Veda Hallen          | Kaitlyn Adams        |
| 19. | 14 lutego 2022   | Aspen/Buttermilk                       | HP          | Choi Ga-on           | Bea Kim              | Kinsley White        |
| 20. | 15 lutego 2022   | Aspen/Buttermilk                       | BA          | Rebecca Flynn        | Danielle Weiler      | Veda Hallen          |
| 21. | 14 lutego 2022   | Blue Mountain                          | PGS         | Megan Farrell        | Jennifer Hawkrigg    | Kaylie Buck          |
| 22. | 15 lutego 2022   | Blue Mountain                          | PSL         | Megan Farrell        | Kaylie Buck          | Abby Van Groningen   |
| 23. | 17 lutego 2022   | Big White Ski Resort                   | SX          | Livia Molodyh        | Acy Craig            | Kennedy Justinen     |
| 24. | 18 lutego 2022   | Big White Ski Resort                   | SX          | Livia Molodyh        | Kendall Harrington   | Danielle Steinhoff   |
| 25. | 23 lutego 2022   | Alpine Ski Club                        | PSL         | Kaylie Buck          | Iris Pflum           | Alexa Bullis         |
| 26. | 24 lutego 2022   | Alpine Ski Club                        | PSL         | Kaylie Buck          | Katrina Gerencser    | Abby Van Groningen   |
| 27. | 27 lutego 2022   | Copper Mountain Resort                 | HP          | Choi Ga-on           | Bea Kim              | Kelly Berger         |
| 28. | 28 lutego 2022   | Copper Mountain Resort                 | HP          | Choi Ga-on           | Bea Kim              | Kinsley White        |
| 29. | 28 lutego 2022   | Holiday Valley Resort                  | PGS         | Kaylie Buck          | Iris Pflum           | Jennifer Hawkrigg    |
| 30. | 1 marca 2022     | Holiday Valley Resort                  | PGS         | Kaylie Buck          | Iris Pflum           | Asa Toyoda           |
| 31. | 11 marca 2022    | Beaver Valley                          | SX          | Acy Craig            | Kennedy Justinen     | Brianna Schnorrbusch |
| 32. | 12 marca 2022    | Beaver Valley                          | SX          | Lily Bellaar Spruyt  | Acy Craig            | Kennedy Justinen     |
| 33. | 18 marca 2022    | Mont Orignal                           | SX          | Kennedy Justinen     | Brianna Schnorrbusch | Acy Craig            |
| 34. | 18 marca 2022    | Beaver Valley                          | SS          | Kaitlyn Adams        | Emeraude Maheux      | Rori Avelar          |
| 35. | 19 marca 2022    | Beaver Valley                          | SS          | Emeraude Maheux      | Kaitlyn Adams        | Ty Schnorrbusch      |
| 36. | 20 marca 2022    | Beaver Valley                          | BA          | Ty Schnorrbusch      | Ella Sorensen        | Rori Avelar          |
| 37. | 22 marca 2022    | Stoneham                               | SS          | Emeraude Maheux      | Ty Schnorrbusch      | Kaitlyn Adams        |
| 38. | 23 marca 2022    | Stoneham                               | HP          | Olivia Lisle         | —                    | —                    |
| 39. | 24 marca 2022    | Stoneham                               | BA          | Kaitlyn Adams        | Lola Cowan           | Alina Cospolich      |
| 40. | 25 marca 2022    | Copper Mountain Resort                 | SX          | Brianna Schnorrbusch | Yoshi Kohlwes        | Tatum Lightner       |
| 41. | 26 marca 2022    | Copper Mountain Resort                 | SX          | Brianna Schnorrbusch | Yoshi Kohlwes        | Tatum Lightner       |

### Klasyfikacje
| Lp. | Zawodniczka        | Punkty |
| --- | ------------------ | ------ |
| 1.  | Iris Pflum         | 580    |
| 2.  | Kaylie Buck        | 540    |
| 3.  | Alexa Bullis       | 460    |
| 4.  | Abby Van Groningen | 331    |
| 5.  | Kaiya Kizuka       | 265    |
| 6.  | Sasha Jansujwicz   | 256    |
| 7.  | Aurelie Moisan     | 253    |
| 8.  | Asa Toyoda         | 241    |
| 9.  | Grace Domino       | 237    |
| 10. | Lynn Ott           | 219    |

| Lp. | Zawodnik             | Punkty |
| --- | -------------------- | ------ |
| 1.  | Acy Craig            | 560    |
| 2.  | Brianna Schnorrbusch | 480    |
| 3.  | Kennedy Justinen     | 480    |
| 4.  | Yoshi Kohlwes        | 340    |
| 5.  | Danielle Steinhoff   | 300    |
| 6.  | Lily Bellaar Spruyt  | 290    |
| 7.  | Brenna O’Brien       | 272    |
| 8.  | Tatum Lightner       | 261    |
| 9.  | Kendall Harrington   | 247    |
| 10. | Arianne Gallant      | 223    |

| Lp. | Zawodnik      | Punkty |
| --- | ------------- | ------ |
| 1.  | Choi Ga-on    | 300    |
| 2.  | Bea Kim       | 240    |
| 3.  | Olivia Lisle  | 190    |
| 4.  | Kinsley White | 170    |
| 5.  | Kaili Shafer  | 130    |
| 6.  | Ellah Cowan   | 130    |
| 7.  | Kaylie Neal   | 121    |
| 8.  | Lola Cowan    | 108    |
| 9.  | Django Ewoldt | 101    |
| 10. | Sascha Elvy   | 100    |

| Lp. | Zawodnik        | Punkty |
| --- | --------------- | ------ |
| 1.  | Kaitlyn Adams   | 460    |
| 2.  | Grey Katko      | 440    |
| 3.  | Ty Schnorrbusch | 420    |
| 4.  | Danielle Weiler | 380    |
| 5.  | Isabella Gomez  | 241    |
| 6.  | Rori Avelar     | 238    |
| 7.  | Ella Sorensen   | 233    |
| 8.  | Veda Hallen     | 230    |
| 9.  | Alyssa Moroco   | 220    |
| 10. | Alina Cospolich | 214    |